# 红领带鹀

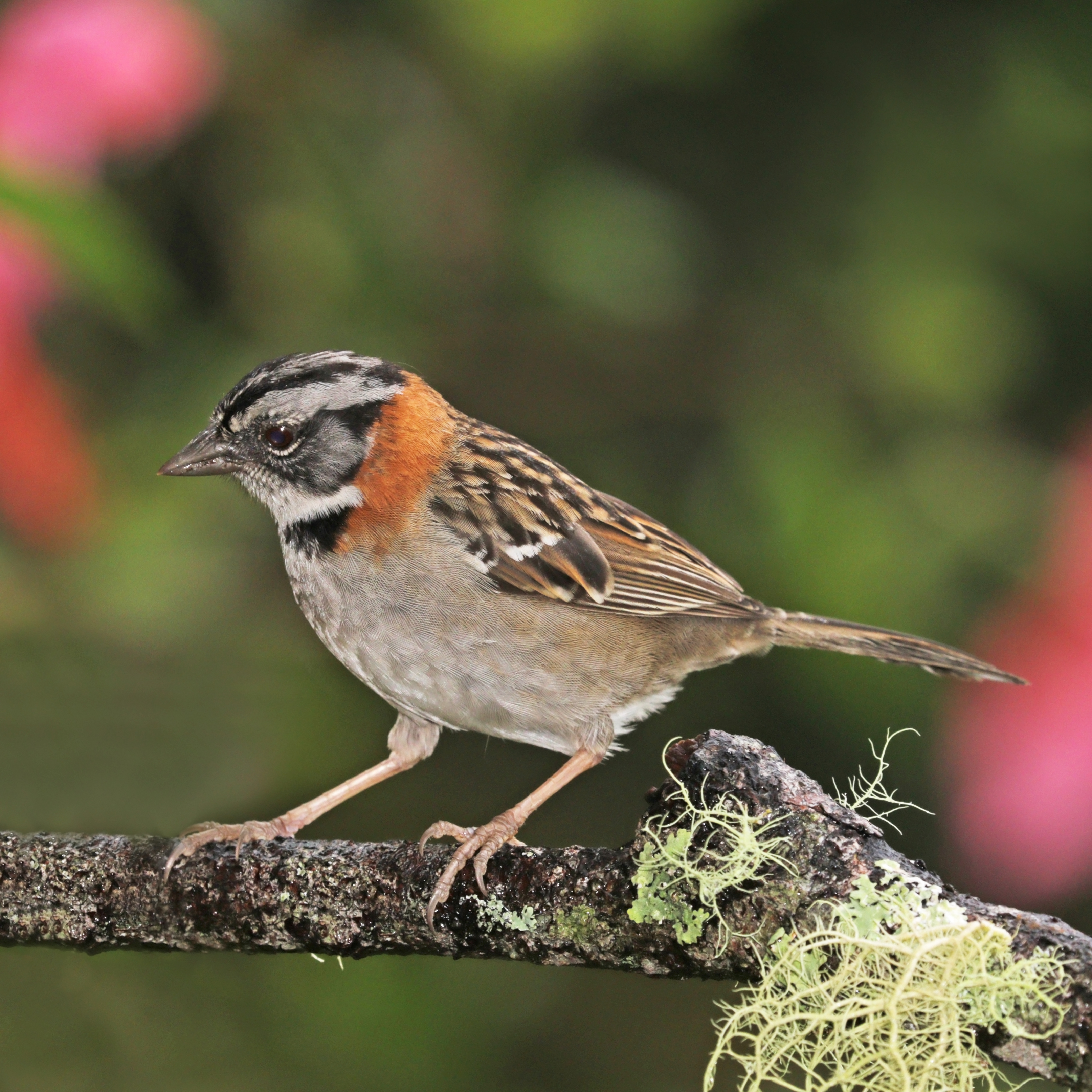
摄于巴拿马

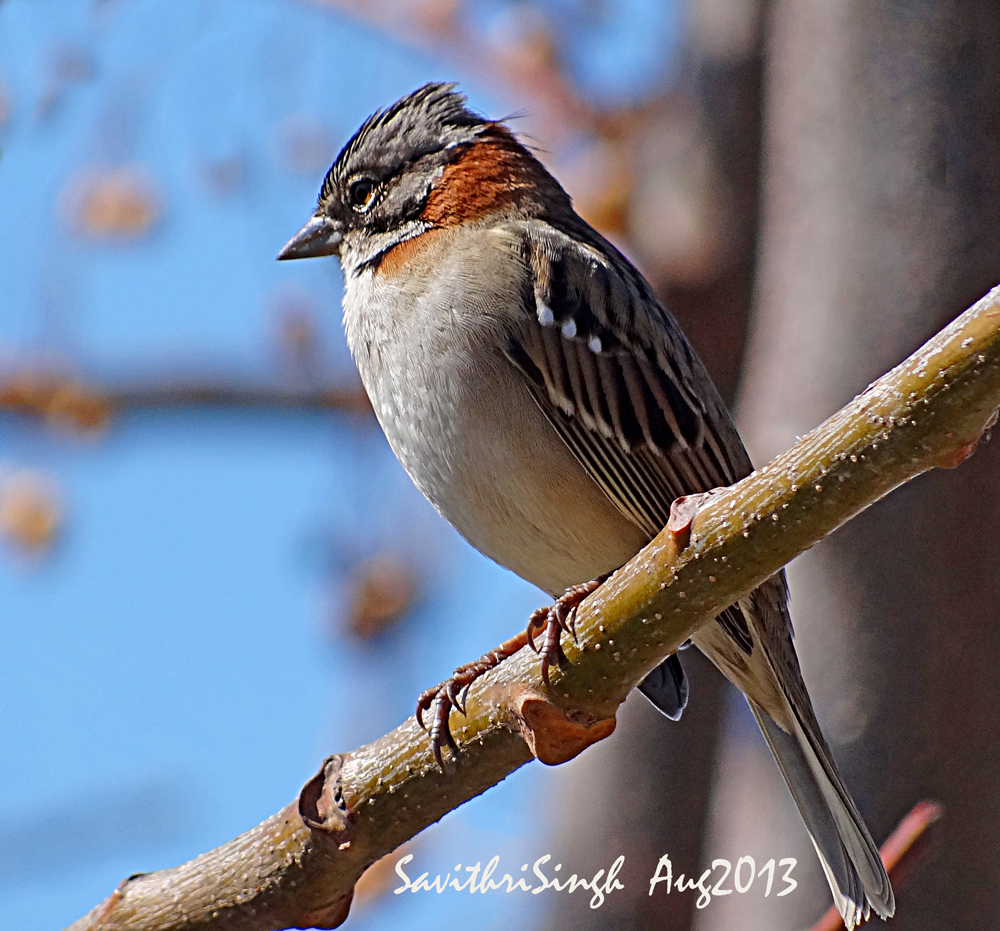
摄于布宜诺斯艾利斯

红领带鹀（学名：Zonotrichia capensis）是雀鹀科的一个物种，分布广泛，常出现在与人类接近的环境，自墨西哥的最东南部到南美洲最南部的火地群岛均有分布，在加勒比地区的伊斯帕尼奥拉岛也有。红领带鹀的鸣声较为多样化，自20 世纪70年代以来一直被许多学者深入地研究。